# سام ماكوراي
سام ماكوراي (بالإنجليزية: Sam McMurray)‏ هو ممثل أمريكي، ولد في 15 أبريل 1952 بنيويورك في الولايات المتحدة. بدأ مشواره المهني سنة 1975.

## أعمال

### أفلام
- (1987) ريسينغ أريزونا[4]

### مسلسلات
- اختلال ضال
- إن سي آي إس
- تحسين المنزل
- ذا فوسترز
- ربات بيوت يائسات
- فضيحة[5]
- كولد كيس

## وصلات خارجية
- سام ماكوراي على موقع IMDb (الإنجليزية)
- سام ماكوراي على موقع ألو سيني (الفرنسية)
- سام ماكوراي على موقع ميوزك برينز (الإنجليزية)
- سام ماكوراي على موقع أول موفي (الإنجليزية)
- سام ماكوراي على موقع قاعدة بيانات الأفلام السويدية (السويدية)
- سام ماكوراي على موقع إن إن دي بي (الإنجليزية)
- سام ماكوراي على موقع قاعدة بيانات الفيلم (الإنجليزية)
- سام ماكوراي على موقع كينوبويسك (الروسية)